# Leucania pakdala
Leucania pakdala là một loài bướm đêm trong họ Noctuidae.